# Ludvig Håkanson
Ludvig Erik Håkanson (Stoccolma, 22 marzo 1996) è un cestista svedese di formazione spagnola.
È il figlio di Olle Håkanson e il nipote di Egon Håkanson.

## Carriera
Ha giocato nella squadra B del Barcellona in LEB Oro. Nel 2013 ha esordito in Nazionale.

## Palmarès
- Campionato polacco: 1

Zielona Góra: 2019-20
- Liga catalana: 1

Barcellona: 2014